# 羅夫諾區
羅夫諾區，又譯為里夫内区（羅馬化：Rivenskyi raion），是烏克蘭西部羅夫諾州的一個區，行政中心設於羅夫諾，面积为7,218平方公里，人口数量为629,531人（2021年估计）。

## 历史
至2020年為止罗夫诺区的面积为1,175平方公里，人口92,981人。
2020年7月18日經烏克兰行政区重劃，罗夫诺州轄下整併成4個區，罗夫诺区的面积显著增加。

## 行政区划
罗夫诺区下分为26个市镇，以下依市鎮人口由多到少排列：
- 羅夫諾市鎮（烏克蘭語：Рівненська міська громада）
- 貝雷茲內市鎮（烏克蘭語：Березнівська міська громада）
- 科斯托皮爾市鎮（烏克蘭語：Костопільська міська громада）
- 奧斯特羅赫市鎮（烏克蘭語：Острозька міська громада）
- 茲多爾布尼夫市鎮（烏克蘭語：Здолбунівська міська громада）
- 科雷茨市鎮（烏克蘭語：Корецька міська громада）
- 霍夏市鎮（烏克蘭語：Гощанська селищна громада）
- 米佐奇市鎮（烏克蘭語：Мізоцька селищна громада）
- 克萊萬市鎮（烏克蘭語：Клеванська селищна громада）
- 佐里亞市鎮（烏克蘭語：Зорянська сільська громада）
- 霍羅多克市鎮（烏克蘭語：Городоцька сільська громада）
- 什帕尼夫市鎮（烏克蘭語：Шпанівська сільська громада）
- 茲多夫比察市鎮（烏克蘭語：Здовбицька сільська громада）
- 白克里尼察市鎮（烏克蘭語：Білокриницька сільська громада）
- 亞歷山德里亞市鎮（烏克蘭語：Олександрійська сільська громада）
- 大梅日里奇市鎮（烏克蘭語：Великомежиріцька сільська громада）
- 科爾寧市鎮（烏克蘭語：Корнинська сільська громада）
- 霍洛溫市鎮（烏克蘭語：Головинська сільська громада）
- 巴冰（烏克蘭語：Бабин (Рівненський район)）市鎮（烏克蘭語：Бабинська сільська громада (Рівненська область)）
- 索斯諾韋市鎮（烏克蘭語：Соснівська селищна громада）
- 代拉日内市鎮（烏克蘭語：Деражненська сільська громада）
- 佳季科維奇市鎮（烏克蘭語：Дядьковицька сільська громада）
- 小柳巴沙市鎮（烏克蘭語：Малолюбашанська сільська громада）
- 馬林斯克市鎮（烏克蘭語：Малинська сільська громада）
- 布赫林（烏克蘭語：Бугрин）市鎮（烏克蘭語：Бугринська сільська громада）
- 大奧梅利亞納市鎮（烏克蘭語：Великоомелянська сільська громада）